# Freddie King
Freddie King   (Gilmer, 3 de setembre de 1934 - Dallas, 28 de desembre de 1976), també conegut com a Freddie King, Freddy King i The Texas Cannonball (La bola de canó de Texas), va ser un influent guitarrista i cantant afroamericà de blues. És considerat un dels "Tres Reis de la Guitarra de Blues" (juntament amb Albert King i B.B. King, cap dels quals està relacionat amb ell).
King va perfeccionar el seu propi estil de tocar la guitarra basada en les influències del blues de Texas i Chicago i va ser el primer músic de blues a tenir una banda multiracial. Encara que va ser molt conegut per enregistraments com "Have You Ever Loved A Woman" (1960) i el seu èxit situat en els Top 40,"Hide Awa" (1961), gravat amb Will Aiken. També se'l coneix per àlbums com Let 's Hide Away and Dance Away with Freddy King (1961) i Burglar (1974).

## Discografia
Discografia completa de Freddie King,

### Àlbums
| Any  | Títol                                                    | Discogràfica      | Posició llistes vendes | Posició llistes vendes |
| Any  | Títol                                                    | Discogràfica      | R&B                    | US                     |
| ---- | -------------------------------------------------------- | ----------------- | ---------------------- | ---------------------- |
| 1961 | Freddy King Sings                                        | King 762          |                        |                        |
| 1961 | Let's Hide Away and Dance Away with Freddy King          | King 773          |                        |                        |
| 1962 | Boy – Girl – Boy Freddy King, Lulu Reed & Sonny Thompson | Federal 777       |                        |                        |
| 1963 | Bossa Nova and Blues                                     | Federal 821       |                        |                        |
| 1963 | Freddy King Goes Surfin'                                 | Federal 856       |                        |                        |
| 1965 | Bonanza of Instrumentals                                 | Federal 928       |                        |                        |
| 1965 | Freddie King Sings Again                                 | Federal 931       |                        |                        |
| 1969 | Freddie King Is a Blues Master                           | Cotillion SD 9004 |                        |                        |
| 1970 | My Feeling for the Blues                                 | Cotillion SD 9016 |                        |                        |
| 1971 | Getting Ready                                            | Shelter SW8905    |                        |                        |
| 1972 | The Texas Cannonball                                     | Shelter SW8913    |                        |                        |
| 1973 | Woman Across the River                                   | Shelter SW8921    | 54                     | 158                    |
| 1974 | Burglar                                                  | RSO SO4803        | 53                     |                        |
| 1975 | Freddie King Larger Than Life                            | RSO SO4811        |                        |                        |